# کت‌لو
کت لو (به انگلیسی: Catlow) یک فیلم سینمایی وسترن به کارگردانی سام وانامیکر که بر اساس یک رمان ۱۹۶۳ به همین نام است. در این فیلم یول برینر در نقش یک قانون‌شکن مصمم برای برداشتن یک دزدی طلای کنفدراسیون بازی می‌کند. ریچارد کرنا، رافائل آلبائیسین و لئونارد نیموی نیز از دیگر بازیگران اصلی این فیلم هستند. این فیلم حاوی بسیاری از شوخ‌طبعی‌های زبون گونه و مخصوصاً بین شخصیت‌های برینر و کرنا است.

## داستان
یک قانون‌شکن در مسیر خود برای اجرای سرقتی دو میلیون دلاری تلاش می‌کند از درگیر شدن اجتناب اما … اما…  

## باکس آفیس
این فیلم در اولین هفته فروش خود از ۲۹ سالن سینما ۱۵۹ هزار و ۵۰۰ دلار درآمد کسب کرد و هفتمین هفته را در باکس آفیس در ایالات متحده و کانادا کسب کرد.